# Église Saint-Lubin de Noisy-le-Roi
Pour les articles homonymes, voir Église Saint-Lubin.
L'église Saint-Lubin est une église catholique paroissiale située rue du Chanoine-Zeller à Noisy-le-Roi, dans le département des Yvelines, en France. Elle est dédiée à Lubin de Chartres et appartient à la paroisse de Bailly - Noisy-le-Roi - Rennemoulin, dans le doyenné de Versailles-Nord.

## Historique

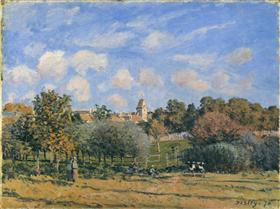
Sisley, L'Église de Noisy-le-Roi, effet d'automne, 1874.

Lorsqu'Albert de Gondi construisit en 1589 un château aujourd'hui disparu, il fit une chapelle de l'église du village, dont la paroisse datait du XIIIe siècle. En compensation, il fit édifier l'église actuelle, qui remonte donc au XVIe siècle.
Elle est notamment connue pour avoir en 1874 servi de sujet à la toile L'Église de Noisy-le-Roi, effet d'automne, d'Alfred Sisley, exposée avec la Collection Burrell.
En 2020, est entrepris un chantier de restauration des façades et de la couverture,.

## Description

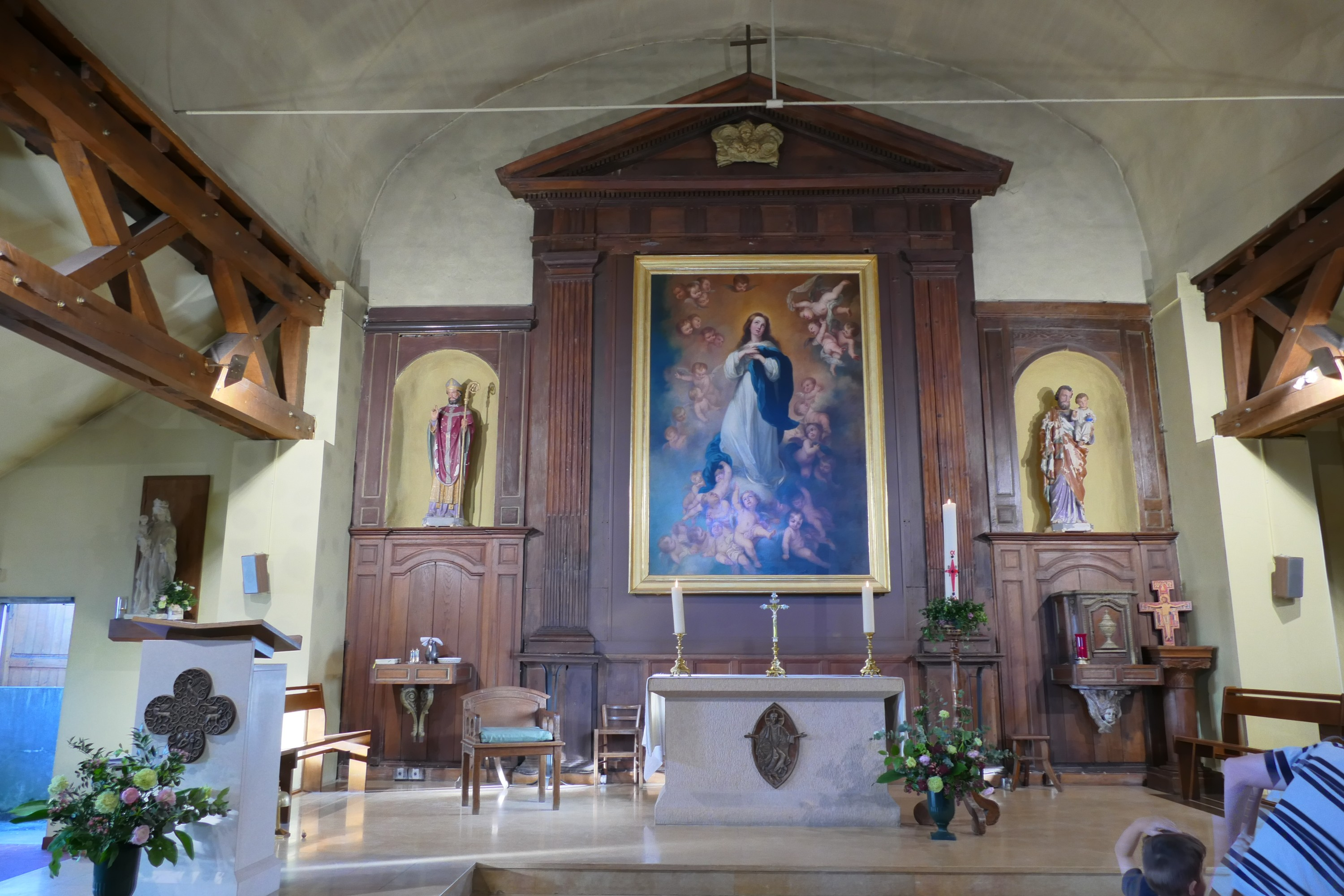
Noisy-le-Roi - Église Saint-Lubin.

Sans grandes caractéristiques architectures, cet édifice est néanmoins représentatif du style religieux en Île-de-France, à cette époque. Il est construit en pierre meulière et moellons de calcaire. On peut notamment remarquer l'entourage de brique de certaines ouvertures. Le clocher est couvert d'un toit en bâtière. L'ensemble de la couverture est faite de tuiles plates.

## Mobilier

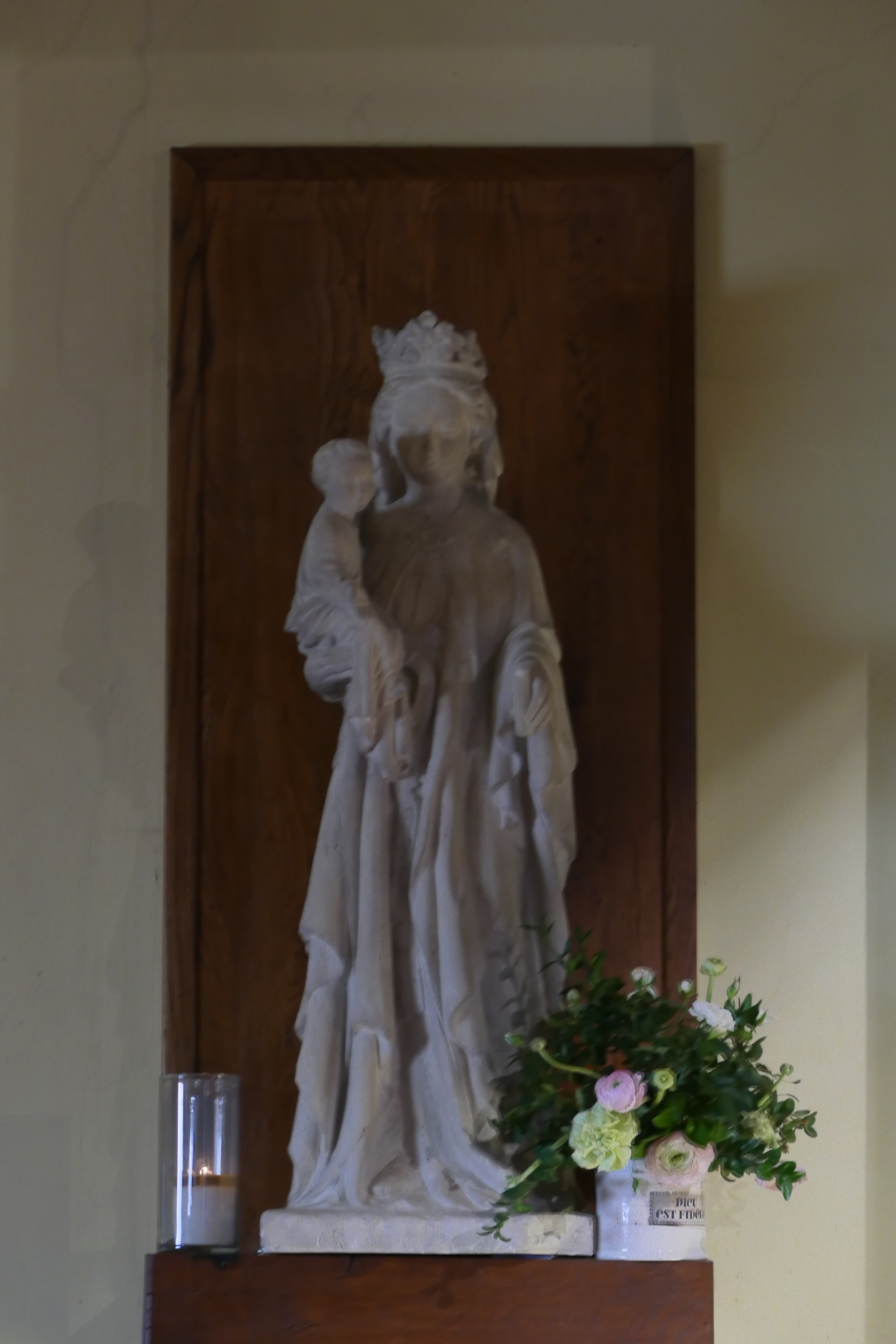
Vierge à l'Enfant.

On y trouve une statue de saint Joseph, centenaire, représentative du style sulpicien et restaurée dans les années 2010.
L'année 2017 a vu la paroisse accueillir la statue de Notre-Dame de Fátima.